# كين ديفيس
كين ديفيس (بالإنجليزية: Kenn Davis)‏ (20 فبراير 1932، ساليناس في الولايات المتحدة - 12 يناير 2010، روزفيل في الولايات المتحدة)؛ رسام، منتج أفلام، كاتب سيناريو وروائي أمريكي.

## روابط خارجية
- كين ديفيس على موقع IMDb (الإنجليزية)